# Тюленеві

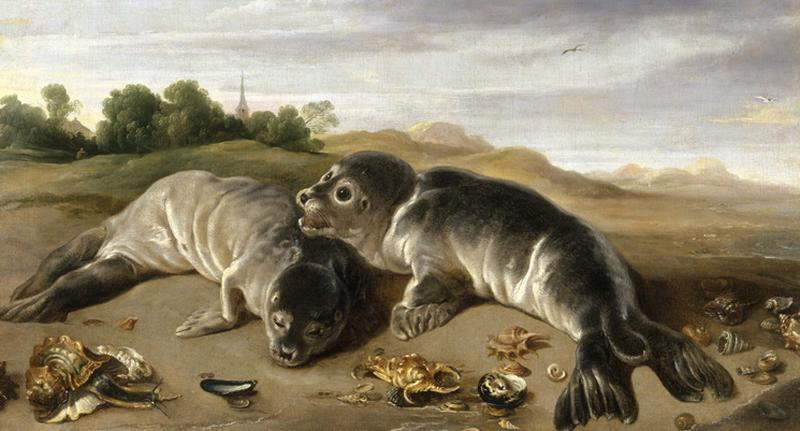

Тюле́неві (Phocidae) — родина морських ссавців ряду хижих (Carnivora), одна з трьох груп ластоногих хижих (Pinnipedia). Родина поділяється на три підродини, містить 18 сучасних видів.

## Відмінності «типових» тюленів від «вухатих»
Інколи назву «тюлень» використовують як загальну назву для двох родин — власне тюленевих (Phocidae) та «вухатих тюленів» (Otariidae). Перші, ймовірно, мають спільного предка з мустеловими (Mustelidae) — Puijila darwini, другі — з ведмедевими (Ursidae).
У справжніх тюленів вушниці відсутні, обидві пари кінцівок перетворені у ласти, озброєні пазурами; задні — направлені назад та використовуються для руху в воді, а на суші не підгинаються вперед та не підтримують тіло.

## Загальний опис
Довжина тіла і маса сильно варіюються: від 1,25 до 6,5 м і від 90 кг до 3,5 т. Кільчаста нерпа — найменша, а морські слони — найбільші серед «ластоногих». Статевий диморфізм так чи інакше виражений у багатьох видів, таких як Cystophora cristata і крилатка, але найбільше проявляється у морських слонів, самці яких є найбільшими «тюленями».
Форма тіла веретеноподібна; голова помітно звужується наперед. Шия коротка, малорухлива. Зовнішні вушні раковини відсутні. На верхній губі 6-10 рядів вібрисів, менш жорстких, ніж у моржів. Хвіст короткий, але добре виражений. Передні ласти складають менш як 25% довжини тіла і помітно менші від задніх. В порівнянні з вухатими тюленями і моржами у справжніх тюленів вони розташовані ближче до голови. Задні ласти завжди витягнуті назад, оскільки не згинаються в зчленовуванні п'яти, і не можуть служити опорою при пересуванні по суші. Кігті у більшості видів добре розвинені на всіх ластах; тільки у тюленя Росса вони зредуковані до невеликих горбиків. Ласти не мають шкірно-хрящової облямівки, що підтримує їх краї.
Абсолютна товщина шкіри у більшості тюленів менша, а відносна (у відношенні до товщини шкіри) товщина підшкірної жирової клітковини більша, ніж у решти ластоногих. Так, у тюленя Ведделла маса підшкірного жиру становить понад 25% від загальної маси — близько 113 кг. Сальні залози дуже великі. Потові залози розвинені слабкіше, ніж у інших ластоногих.
У новонароджених ряду видів хутро густе, досить м'яке, часто біле; тюленятка носять його не більше трьох тижнів. Волосяний покрив у дорослих особин грубий, без вираженої вторинного шару. Морські слони майже повністю позбавлені волосяного покриву. Забарвлення хутра різноманітне, іноді плямисте або смугасте. Для ряду видів характерний статевий і віковий диморфізм забарвлення. Під час сезонного линяння у тюленів змінюється не тільки волосся, але і роговий шар епідермісу, який облущується цілими пластами.
У самців є пенісова кістка, мошонки немає, сім'яники абдомінальні. У самок 1-2 пари сосків.
Мозковий відділ черепа великий, округлий або бочкоподібний. Лицьова частина відносно коротка і вузька; для більшості видів характерний дуже вузький міжочноямковий простір. Зубів 26-36. Хромосом — 32-34.

## Розповсюдження
Більшість видів поширена уздовж берегових ліній північніше 30° пн. ш. і південніше 50° пд. ш., у холодних і помірних водах обох півкуль. У тропіках нечисленні, не зустрічаються в Індійському океані. Населяють і деякі прісноводі водоймища, зокрема озера Байкал і Ладозьке.

## Спосіб життя
Харчуються рибою, головоногими молюсками та ракоподібними; морські леопарди нападають на пінгвінів та інших тюленчат. Плавають внаслідок руху задніх ластів, яким допомагають бічні вигини м'язистої задньої частини тіла. На коротких ділянках можуть при необхідності розвивати швидкість 24 км/год. Тюлені чудово упірнають; чемпіоном за глибиною і тривалістю занурень є тюлень Ведделла, який досягає глибини 600 м, залишаючись під водою понад годину. Через неможливість спиратися на задні ласти на суші тюлені незграбні та пересуваються, згинаючи тіло з одного боку в інший і ковзаючи льодом.
Більшість тюленів під час розмноження тримаються парами; полігамія відмічена тільки у довгомордого тюленя і морського слона. Розмножуються і линяють частіше на льодах, а не на узбережжі, як вухаті тюлені. Тривалість вагітності 270–350 днів. Лактація продовжується від 28 днів у північного морського слона до 3-5 днів у чубатого тюленя. Годуючі самки у пошуках їжі плавають далеко в морі на відміну від самок вухатих тюленів, які тримаються біля берега. Вигодовування зазвичай припиняється, коли дитинча ще не здатне годуватися самостійно, і воно від 2 до 9-12 тижнів голодує, живучи на накопичених жирових запасах.

## Склад родини тюленевих
У складі родини 18 сучасних видів з 14 родів.
- підродина Monachinae

вимерлі роди: †Australophoca, †Virginiaphoca, †Properiptychus, †Homiphoca, †Acrophoca, †Hadrokirus, †Piscophoca, †Pristiphoca, †Terranectes, †Afrophoca, †Pontophoca, †Palmidophoca, †Messiphoca, †Auroraphoca, †Sarcodectes, †Pliophoca, †Eomonachus, †Callophoca, †Noriphoca
- - триба Monachini
    - вид Monachus monachus
    - вид Neomonachus schauinslandi
    - † вид Neomonachus tropicalis

  - триба Miroungini
    - вид Mirounga angustirostris
    - вид Mirounga leonina

  - триба Lobodontini
    - вид Hydrurga leptonyx
    - вид Leptonychotes weddellii
    - вид Lobodon carcinophagus
    - вид Ommatophoca rossi
- підродина Phocinae

вимерлі роди: †Leptophoca, †Nanophoca, †Frisiphoca, †Cryptophoca, †Monotherium, Prophoca, †Monachopsis, †Sarmatonectes, †Phocanella, †Platyphoca, †Miophoca, †Pachyphoca, †Gryphoca, †Batavipusa, †Planopusa, †Praepusa
- - триба Cystophorini
    - вид Cystophora cristata

  - триба Erignathini
    - вид Erignathus barbatus

  - триба Phocini
    - вид Phoca vitulina
    - вид Phoca largha
    - вид †Phoca moori
    - вид Pusa hispida
    - вид Pusa sibirica
    - вид Pusa caspica
    - вид Pagophilus groenlandicus
    - вид Histriophoca fasciata
    - вид †Histriophoca alekseevi
    - вид Halichoerus grypus
- † підродина Devinophocinae
  -     - вид †Kawas benegasorum
    - вид †Devinophoca emryi
    - вид †Devinophoca claytoni

## Деякі види тюленів
Справжні тюлені утворюють 13 родів і понад 20 видів, тоді як вухаті тюлені — 7 родів і 14-16 видів. Деякі види наведені нижче:
- лахтак, або «морський заєць» — Erignathus barbatus
- крилатка, або смугастий тюлень — Histriophoca fasciata
- лисун гренландський — Pagophoca groenlandica
- тюлень плямистий (ларга) — Phoca largha
- тюлень звичайний — Phoca vitulina
- тюлень білочеревий — Monachus monachus
- нерпа кільчаста — Pusa hispida
- нерпа байкальська — Pusa sibirica
- нерпа каспійська — Pusa caspica